# Pierre Le Roy
Pour les articles homonymes, voir Le Roy et Pierre Le Roy (homonymie).
Pierre Le Roy, né à Paris en 1717, mort à Viry-Châtillon le 26 aout 1785, est un horloger français, horloger du roi Louis XV, considéré comme l'inventeur du chronomètre.

## Biographie
Fils aîné de Julien Le Roy, horloger comme son père et héritier de son talent, Pierre Le Roy porta la perfection des montres marines à un point qui lui mérita le prix de l’Académie des sciences.
Bon astronome et bon physicien, il imagina une pendule à sonnerie à une seule roue et un échappement à détente, mais il est principalement connu par des montres marines, réalisant le premier chronomètre de marine en 1763.
On distingue parmi ses ouvrages l’exposé des travaux d’Harrisson et de Julien Le Roy dans la recherche des longitudes en mer, 1768, in-4°.
En 1769, l’Académie décerna à Pierre Le Roy le prix double proposé pour la meilleure méthode de mesurer le temps à la mer. Il parvint à donner à ses instruments la plus grande régularité possible par la découverte de l’isochronisme du ressort spiral que lui disputa Berthoud, mais qu’il publia le premier.
Il publia, en 1760, les Étrennes chronométriques.
Il avait succédé à son père Julien Le Roy dans sa place d’horloger de Louis XV.

## Sources
- Auguste Jean Dorange, Notice sur Julien Le Roy, horloger, Tours, Rouillé-Ladevèze, 1880, p. 3.
- Jean-Baptiste Adolphe Vivielle, Paul Ditisheim, Roger Lallier et Léopold Reverchon (préf. de l'amiral Lacaze), Pierre Le Roy et la chronométrie, Éditions Tardy (Tardy), 1940, Paris.